# 滿月周期
滿月週期是14個太陰月的滿月視大小和月齡（由新月開始經歷的時間）變化的週期。它們的序列有：
- 最大滿月（滿月出現在近地點）。
- 最年輕滿月（上弦月出現在近地點，故朔至望所需時間較短，望復至朔之時長較長）。
- 最小滿月（新月出現在近地點）。
- 最老滿月（下弦月出現在近地點）。

## 解說

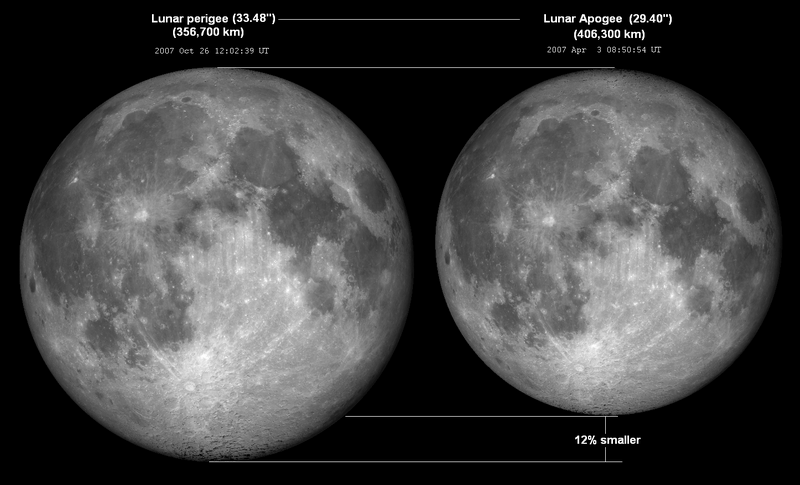
月球在近地點和遠地點的大小比較。

因為月球以橢圓軌道繞著地球運轉，因此它的外觀會隨著它向著地球的近地點接近，和向著遠地點接近，在視大小上會產生相對應的變化。月球在軌道上從近地點經過遠地點再回到近地點的時間稱為近點月。
月球的外觀，或是月相，取決於月球相對於太陽的運動。它的變化週期稱為太陰月，也稱為朔望月。月齡是從朔起算所經過的天數（參見Meeus，1981）。
橢圓軌道相對於太陰月的起始位置，還會影響到經過半個太陰月出現的满月的月齡（參見Jawad，1993）。
滿月的循環周期略少於14個朔望月，也略少於15個近點月。這意味著當你看見一個在近地點的大滿月，之後的滿月會離近地點遠一點；在經歷一個滿月週期，太陰月的月數和近點月的月數之間的差異剛好是1。
近點月的平均時間是： 
AM = 27.55454988 天   (參見 Meeus (1991) eq. 48.1)
朔望月的平均長度是：
SM = 29.530588853 天   (參見 Meeus (1991) eq. 47.1)
滿月週期是這兩種月的長度整合，所經歷的時間是： 
{\displaystyle FC={\frac {SM\times AM}{SM-AM}}=411.78443d}

## 滿月週期和年
另一種表達方式：滿月週期是太陽重新回到月球軌道的近地點所花費的時間（從地球觀看），所以它是一種"近點年"，類似於太陽回到月球軌道交點（月球軌道在黃道上的點）的食年。
為何滿月週期是14個朔望月而不是12.37個朔望月的一年呢？這個原因是，如果月球的軌道相對於恆星保持著固定的方向，但是太陽潮汐力引發的進動，使月球軌道的方向每9年就繞轉一圈。在這段時間，滿月週期的數目變得比恆星年的次數少了一次。
因此，滿月週期可以和月球的進動週期整合，定義出滿月週期和恆星年的關係。詳見月球進動。

## 朔望月和近點月的匹配
當追蹤14個朔望月的的週期時，發現在18個週期要補正1個朔望月：
18×FC = 251×SM = 269×AM，不是：
18×14 = 252×SM
269個近點月與251個朔望月的長度相當，這是早為古巴比倫的迦勒底天文學家知道的關係（參見西丹努斯）
一個更好，將近55個週期，或是767個朔望月，它不僅非常接近朔望月和近點月的整數，並且也接近日的整數和年的整數：
767×SM = 822×AM = 22650 天 = 55×FC + 2 days = 62 years + 4 天
一個滿月週期相當於13.944335交點月，251個月（18個週期）的週期接近13.944444交點月，而767個（55個週期）月的週期使滿月週期對應為13.9454545交點月。

## 滿月週期和沙羅－利用滿月週期預測月食
沙羅週期是223個朔望月，等於239近點月和242個交點月的食的週期，這也等同於16個滿月週期。一個食的狀況與程度多少也也取決於月球外觀的大小，因此對於滿月時，其在近點月的階段必然與滿月週期有所關聯。在一個沙羅週期的期間內大約會發生40次的食，在一個沙羅週期之後開始的第一個食，會與上一個週期的第一個食非常相似。並且，與滿月週期的倍數相關的實也非常相似。古希臘人也可能已經知道：在安提基特拉機械的沙羅週期對應於4個螺旋齒輪的組合，也許表示滿月週期被安排對應於4個中的一個象限內。他被建議（Freeth et al. 2008在這個機械內沙羅週期被劃分為16個滿月週期，並且可能被用來預測食的發生。

## 使用滿月週期預測新月和滿月
除了預測合時的滿月會最大之外，滿月週期也被用來更精確的預測滿月或新月的確實時刻（一起被稱為朔望）。

### 平朔望
在我們能利用滿月週期修正朔望之前，我們只能發現平朔望的週期。多項式的運算得以導出新月和满月。
我們可以利用線性近似，而不必使用完整的多項式；並且可以用常用分數來取代小數的計算，近似的表是一個月的長度。此外，在追蹤時每一次調整月的長度只要改變分子，加上一個稱為累加器的整數常數即可。這類似在希伯來曆的朔日(molad)計算法。它的工作方式如下：
平朔望月的週其近似值是29 + 26/49天（更精確的分數是29 + 451/850），希伯來曆使用的數值是29 + 12 小時 + 793/1080 小時。我們維持一個本質上是平朔望月非整數天內改變的時間變數累加器，在我們的例子中用的單位是一天的1/49。因此，在下一個月，我們加上整數的29天，並且在累加器中加上26單位。當累加器的數值達到或超過49，日數就要增加一天，所以朔望日增加一天，而累加器內的數值減去49。
由於在逼近時的誤差只會出現在分數上，並且是此刻的平朔望多項式展開的高階項目，累加器大約要經過65年才需要予以更正減除一天的誤差。

### 周期的修正
月球相位的重現周期並不是很規律的：朔望周期的重現在29.272天至29.833天之間變化著（詳細請參考新月的計算）。原因是月球的軌道是橢圓的，所以真正的朔望時間將與平均的朔望時間不同。
真實的新月和滿月與平均的新月和滿月（以規律的時間間隔重現）的偏差，可以用一系列的正弦函數展開式來推算，也就是下面的算式：
C1*sin(A1) + C2*sin(A2) + C3*sin(A3) + ... ,
此處的A項是隨時間變動的參數，並且是出現在地球和月球軌道中的4個基本周期的組合；C項是每一個正弦相振幅的常數值。總共有數以百計的項次，但兩個主要的項次是依據月球在（平均）朔望時刻的平近點角，也就是沿著軌道到近地點的距離，也就是在近點周期中的月相。正如我們見到的，這個近點周期和會合周期在每次滿月之際都必須符合。
第三個大項是真實的月和和平均月相的計算結果(from Meeus 1991, ch. 47 p.321):
| 新月的振幅 | 滿月的振幅 | 參數 | 參數的含意     |
| −0.40720   | −0.40614   | M'   | 月球的平近點角 |
| +0.01608   | +0.01614   | 2×M' |                |
| +0.17241   | +0.17302   | M    | 太陽的平近點角 |

### 統計
下面表中列出了多項式的誤差，滿月週期的修正、滿月週期和太陽的修正，與真實的朔望月，相當於372 年 = 4601 朔望月 = 4931 近點月的比較：
|                      | 最大誤差(小時) | 均方根差(小時) | %日期調整 |
|                      |                |                |           |
| 平新月               | -14.13         | 7.51           | 26.8%     |
| 與滿月週期修正       | +6.90          | 3.06           | 11.6%     |
| 與滿月週期和太陽修正 | -3.86          | 1.11           | 3.9%      |
|                      |                |                |           |
| 平滿月               | +14.12         | 7.49           | 27.3%     |
| 與滿月週期修正       | +6.88          | 3.05           | 11.4%     |
| 與滿月週期和太陽修正 | -4.02          | 1.12           | 3.9%      |

均方根差：一種典型的統計平均
%日期調整：計算的朔望造成一天差異的百分比。